# Santa Magdalena (Seo de Urgel)
Santa Magdalena es un barrio de Seo de Urgel situado al sudoeste de la ciudad. Es muy conocida su iglesia, que advoca a la misma santa. Esta iglesia es la segunda en importancia social de la Seo, después de la Catedral de Urgel aunque arquitectónicamente no lo sea.
En Santa Magdalena está el CEIP Mossèn Albert Vives y el antiguo matadero (escorxador), que actualmente es un centro cívico para jóvenes. La zona es popularmente conocida como "las casas baratas", de construcciones económicas, viviendas unifamiliares en hilera.

Mapa del municipio de Seo de Urgel.

- Datos: Q3781387
- Multimedia: Santa Magdalena (la Seu d'Urgell) / Q3781387